# Seth Gordon
Seth Gordon (Evanston, 15 luglio 1974) è un regista, produttore cinematografico e montatore statunitense.

## Biografia
Gordon è nato ad Evanston, nell'Illinois, ed è vissuto a New York, Londra e Seattle. A Seattle, Gordon si è diplomato presso la Lakeside School. In seguito ha frequentato l'Università di Yale studiando architettura. Durante il periodo degli studi, Gordon ha trascorso sei mesi nel Kenya per contribuire a realizzare una scuola e infrastrutture in un piccolo paese di Shimanyiro. L'esperienza vissuta e le difficoltà incontrate sono state le basi per un suo primo progetto documentaristico riguardante il Terzo mondo. Una volta tornato a Yale, Gordon ha imparato a montare i suoi filmati per mezzo del sistema Avid. Ha inoltre frequentato l'Harvard Graduate School of Design. Gordon ha dichiarato che alcune delle sue influenze sono Christopher Guest, Alexander Payne e Alejandro González Iñárritu.
Nel 2005 Gordon è stato produttore e montatore del documentario New York Doll, candidato per un Grand Jury Prize al Sundance Film Festival del 2005. Nello stesso anno ha prodotto e montato il film Nickname: Enigmista per Universal Studios. Gordon ha fatto il suo debutto come regista nel 2007 con il documentario The King of Kong: A Fistful of Quarters. In seguito ha diretto il film Tutti insieme inevitabilmente, interpretato da Vince Vaughn e Reese Witherspoon e uscito nelle sale nel 2008.
Nel 2009 ha sviluppato e diretto una serie di video pubblicati su Internet riguardante la minaccia rappresentata dal crimine informatico per gli internauti, intitolata H*Commerce: The Business of Hacking You e sponsorizzata dalla compagnia di antivirus McAfee. Nel 2010 è stato uno dei registi e dei produttori del documentario Freakonomics, adattamento dell'omonimo saggio dell'economista Steven Levitt. Gordon ha inoltre diretto vari video musicali e commerciali, e alcuni episodi di serie televisive come Community, The Office, Modern Family e Parks and Recreation. Nel 2011 Gordon è stato co-ideatore e produttore esecutivo della serie televisiva di breve durata Breaking In. Nello stesso anno ha diretto il film Come ammazzare il capo... e vivere felici.

## Filmografia

### Regista

#### Cinema
- The King of Kong: A Fistful of Quarters (2007)
- Tutti insieme inevitabilmente (Four Christmases) (2008)
- Freakonomics (2010)
- Come ammazzare il capo... e vivere felici (Horrible Bosses) (2011)
- Io sono tu (Identity Thief) (2013)
- Baywatch (2017)

#### Televisione
- Parks and Recreation - serie TV, 2 episodi (2009)
- Community - serie TV, 1 episodio (2009)
- The Office - serie TV, 2 episodi (2009-2010)
- Modern Family - serie TV, 1 episodio (2010)
- Breaking In - serie TV, 5 episodi (2011-2012)
- Sneaky Pete - serie TV, 1 episodio (2015)
- The Good Doctor - serie TV, 2 episodi (2017-2018)
- For All Mankind - serie TV, 2 episodi (2019)
- Lincoln Rhyme: Hunt for the Bone Collector - serie TV, 1 episodio (2020)
- The Long Game: Bigger Than Basketball - serie TV, 5 episodi (2022)
- The Night Agent - serie TV, 10 episodi (2023)
- Back in Action - film TV (2025)

### Montatore
- New York Doll, regia di Greg Whiteley (2005)
- Nickname: Enigmista (Cry_Wolf), regia di Jeff Wadlow (2005)
- The King of Kong: A Fistful of Quarters, regia di Seth Gordon (2007)

### Sceneggiatore
- The Lost City, regia di Aaron e Adam Nee (2022)